# 瓦亚铁路
瓦亚铁路，是塔吉克斯坦杜尚别至库尔干秋别铁路（Dushanbe-Qurghon Teppa railway）的一段，起自首都杜尚别以东20公里的瓦赫达特，向南至亚旺，连通了塔吉克斯坦国内铁路网的中段与南段。全长48.65公里。

## 历史
塔吉克斯坦作为帕米尔高原国家，地处苏联铁路网的末梢，总长度950.7公里，分为南、中、北三段，互不连通。其中中段与南段必须借道乌兹别克斯坦铁尔梅兹才能连通，使得杜尚别至库尔干秋别铁路原长432km；而瓦亚铁路通车后，杜尚别至库尔干秋别铁路捷径长119km。每吨货运成本从160索莫尼降低至35-40索莫尼。10年社会经济效益即可收回瓦亚铁路投资。
2015年5月15日中国铁建十九局集团设计采购施工总承包（EPC）的瓦亚铁路的隧道3座（总长3755米）、桥梁5座（总长为712米）开工。中国进出口银行提供“双优”贷款。2016年8月24日上午，瓦亚铁路正式通车。 